# پدی چایفسکی
پدی چایفسکی (انگلیسی: Paddy Chayefsky؛ زاده ۲۹ ژانویهٔ ۱۹۲۳ درگذشته ۱ اوت ۱۹۸۱) یک نمایش‌نامه‌نویس، رمان‌نویس و فیلم‌نامه‌نویس اهل ایالات متحده آمریکا بود. وی سه بار برنده جایزه اسکار بهترین فیلمنامه اقتباسی شده بود.
وی بین سال‌های ۱۹۴۴ تا ۱۹۸۰ میلادی فعالیت می‌کرد.

## فیلم‌شناسی
- افتخار واقعی (1945), در عنوان بندی نیامده، به همراه Garson Kanin
- به همان جوانی که حس می‌کنی (1951), به همراه Lamar Trotti
- مارتی (فیلم) (۱۹۵۵)
- The Catered Affair (1956)
- The Bachelor Party (1957)
- ایزدبانو (فیلم ۱۹۵۸) (۱۹۵۸)
- Middle of the Night (1959)
- The Americanization of Emily (1964)
- واگنت را رنگ کن (به همراه آلن جی لرنر) (۱۹۶۹)
- بیمارستان (فیلم ۱۹۷۱) (۱۹۷۱)
- شبکه (فیلم ۱۹۷۶) (۱۹۷۶)
- احوال دگرگون‌شده (۱۹۸۰)
- The Habakkuk Conspiracy (تهیه نشد) (۱۹۸۳)